# جعة حامضة

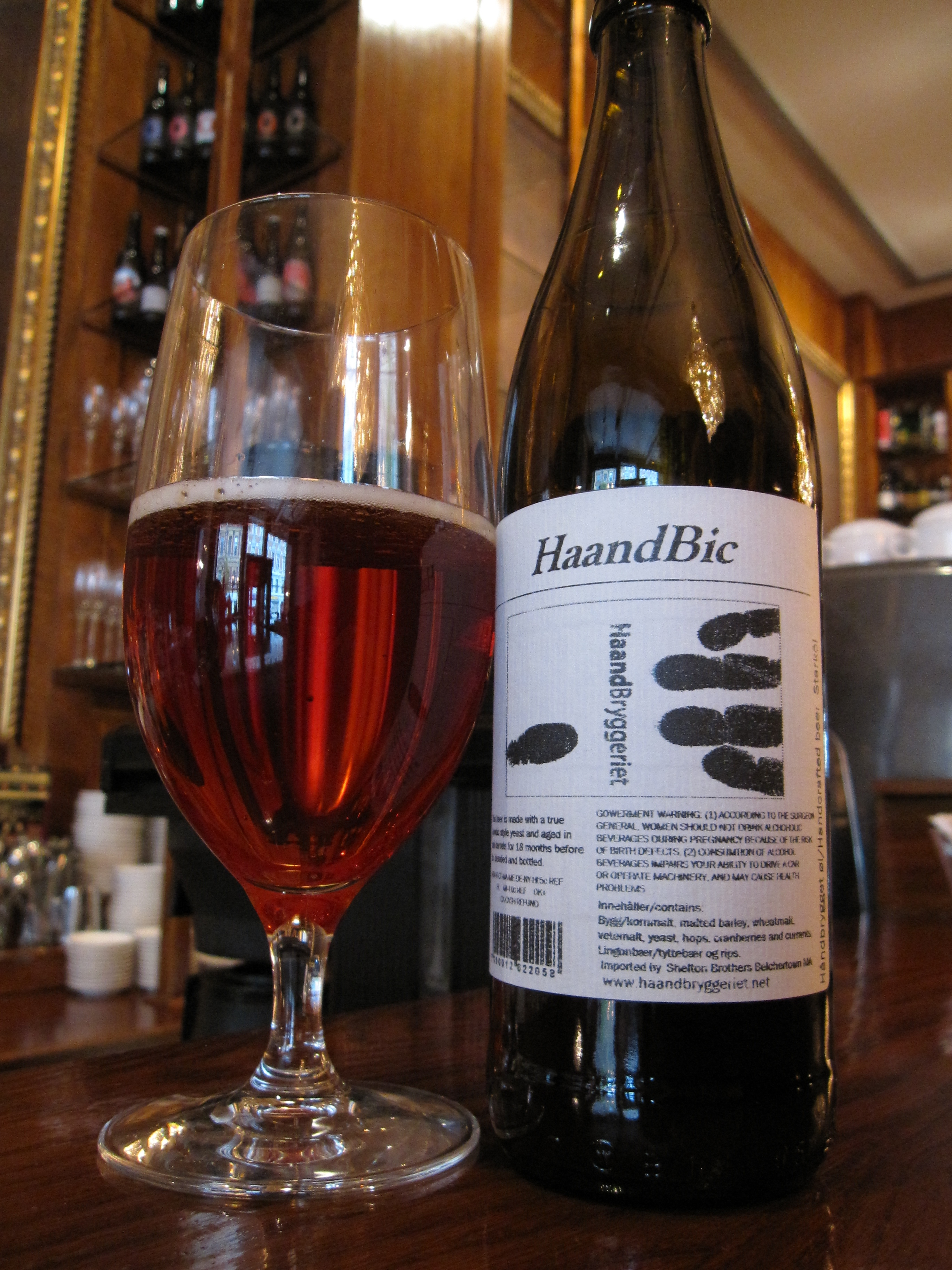
جعة نرويجيَّة حامضة خمِّرت لمدّة ثمانية أشهر في براميل سنديانيَّة مع الميكروبات التي تحويها جعة لامبيك

الجعة الحامضة وتعرف أيضًا باسم الحوامض هو نوع من أنواع الجعة التي تتميز بمذاقها الحامض أو اللاذع المقصود. تشمل الأنماط التقليدية للجعة الحامضة كلًا من أصناف جعة لامبيك البلجيكيَّة، وجعة غوز، والمِزْر الأحمر الفلاندريّ، وجعة غوزه الألمانيَّة، وجعة برلينه فايسه.

## مصانع الجعة
يتخلل عملية تحضير الجعة الحامضة عنصر المخاطرة، ويتطلب درجة عالية من التخصُّص، ولذلك تتخصص بعض مصانع الجعة المتأسِّسة منذ أمد طويل في عملية إنتاج هذا النوع من الجعة وغيرها من أصناف الجعة البلجيكيَّة. يعد مصنع رودنباخ الواقع في مدينة روسلاريه، والذي يرجع تاريخ افتتاحه إلى عام 1836، من بين أقدم المصانع التي لا تزال تنتج البيرة الحامضة حتى يومنا هذا. هذا وقد انتشر إنتاج الجعة الحامضة إلى بلدان أوروبيَّة أخرى (عدا بلجيكا)، كما أضحى موجودًا في كل من الولايات المتَّحدة وكندا.
أمّا في المملكة المتَّحدة فتُنتجُ الجعة الحامضة في عدة مصانع ومن بينها مصنع شركة ثيرستي بايونيرز، وإلغودز، ووايلد بير، وبرودوغ أوفروركس، ودوكس، وميلز، وشينديغر، وفولت سيتي، ويوندر، وغود، وبندوباست.

## وصلات خارجية
- مدونة متخصِّصة بالبيرة الحامضة (بالإنجليزية)
- البيرة الحامضة من الصناعات المحفوفة بالمخاطرة وذلك بدءًا من اسمها - نيويورك تايمز (بالإنجليزية)